# Закон про контракти на врожай
Закон про контракти на врожай (каталонською Llei de Contractes de Conreu) — закон, ухвалений парламентом Каталонії 21 березня 1934 року та набраний символічною датою 14 квітня 1934 року. Основна мета закону полягала в тому, щоб захистити фермерів-орендарів від Rabassa Morta («мертвої породи») і сприяти їхньому доступу до землі, яку вони обробляли. Закон не був реалізований через те, що його скасував Суд з конституційних гарантій.[джерело?] Переговори між іспанським і каталонським урядами були перервані Жовтневою революцією 1934 року, яка включала проголошення Каталонської держави. Обидві події завершилися невдачею.